# Кондаков, Пётр Павлович
Пётр Па́влович Кондако́в (1902—1970) — заместитель министра государственной безопасности СССР, генерал-майор (1945).

## Биография
Родился в русской семье слесаря. В 1915 году окончил сельскую школу цементного завода, в 1917 году — 3 класса ремесленного училища в родном селе. Трудовую деятельность начал электромонтёром. Член РКП(б) с 1920 года. С 1922 года — на комсомольской работе, был избран первым секретарём Заволжского РК ВЛКСМ Ульяновской области; в августе 1922 года был направлен на курсы командного состава в Казань и с 1923 по 1938 год служил в пограничных войсках ОГПУ-НКВД. Окончил Высшую пограничную школу войск ОГПУ. В 1937 году находился в спецкомандировке в Париже. С февраля 1937 до января 1938 года — слушатель Курсов усовершенствования командного состава войск НКВД.
С 1938 по 1941 начальник УНКВД Вологодской области. С 15 августа по 29 сентября 1941 года работал начальником УНКВД Ярославской области. Впоследствии руководил территориальными управлениями НКВД-МГБ в Смоленске (1941—1944), в Новосибирске (1944—1948), в Крыму (1948—1951). С января по август 1951 начальник Инспекции при Министерстве госбезопасности СССР, одновременно до 29 марта 1952 член Коллегии МГБ, также с августа 1951 по февраль 1952 заместитель министра госбезопасности СССР. Министр госбезопасности Литовской ССР с 31 марта 1952 до 16 марта 1953, министр внутренних дел Литовской ССР с 16 марта до 8 мая 1953. Начальник УМВД по Брянской области с 23 июня до 7 августа 1953. Начальник УМВД-УКГБ по Владимирской области с 7 августа 1953 до 26 марта 1954. Уволен из КГБ 25 августа 1961 по выслуге лет.
Массовые беспорядки в Муроме и Александрове привели к тому, что 2 августа 1961 года бюро ЦК КПСС по РСФСР приняло постановление «О непринятии партийными и административными органами Владимирской области своевременных мер по пресечению хулиганских проявлений в городах Муроме и Александрове». 9 августа 1961 года на пленуме Владимирского обкома КПСС были сняты со своих должностей первый секретарь Владимирского обкома КПСС Михаил Майоров, начальник УКГБ по Владимирской области Пётр Кондаков и начальник областного УВД Леонид Романов.

### Звания
- Капитан (15 ноября 1936);
- Капитан ГБ (17 января 1939);
- Майор ГБ (14 марта 1940);
- Комиссар ГБ (14 февраля 1943);
- Генерал-майор (9 июля 1945).

### Награды
- орден Ленина[2];
- 3 ордена Красного Знамени (20 сентября 1943[3], 3 ноября 1944[2], 25 июля 1954[2]);
- орден Красной Звезды (26 апреля 1940)[4];
- 5 медалей;
- знаки «Заслуженный работник НКВД» и «Почётный сотрудник госбезопасности».